# 2023年世界バドミントン選手権大会のインド代表チーム
2023年世界バドミントン選手権大会のインド代表チーム（India national badminton team at the World Badminton Championships 2023）は、2023年世界バドミントン選手権大会におけるインドの代表チーム。

## 代表メンバー

### 男子シングルス
- プラノイ H.S. (9)
- ラクシャ・セン (11)
- スリカンス・キダンビ

### 女子シングルス
- シンドゥ・プサルラ (16)

### 男子ダブルス
- サトウィクサイラジ・ランキレッディ / チラグ・シェッティ (2)

### 女子ダブルス
- ツリーサ・ジョリー / ガヤトリ・ゴピチャンド・プッレラ
- Ashwini BHAT K. / Shikha GAUTAM

### 混合ダブルス
- ローハン・カプール / レッディ・シッキ
- Venkat Gaurav PRASAD / Juhi DEWANGAN